# Leiostyla vermiculosa
Leiostyla vermiculosa é uma espécie de gastrópode  da família Pupillidae.
É endémica de Portugal.